# Kurzblättriger Wacholder
Der Kurzblättrige Wacholder (Juniperus brevifolia) ist eine Pflanzenart der Familie der Zypressengewächse (Cupressaceae). Er kommt endemisch auf der Inselgruppe der Azoren vor und wird daher auch Azoren-Wacholder genannt.

## Beschreibung

### Vegetative Merkmale

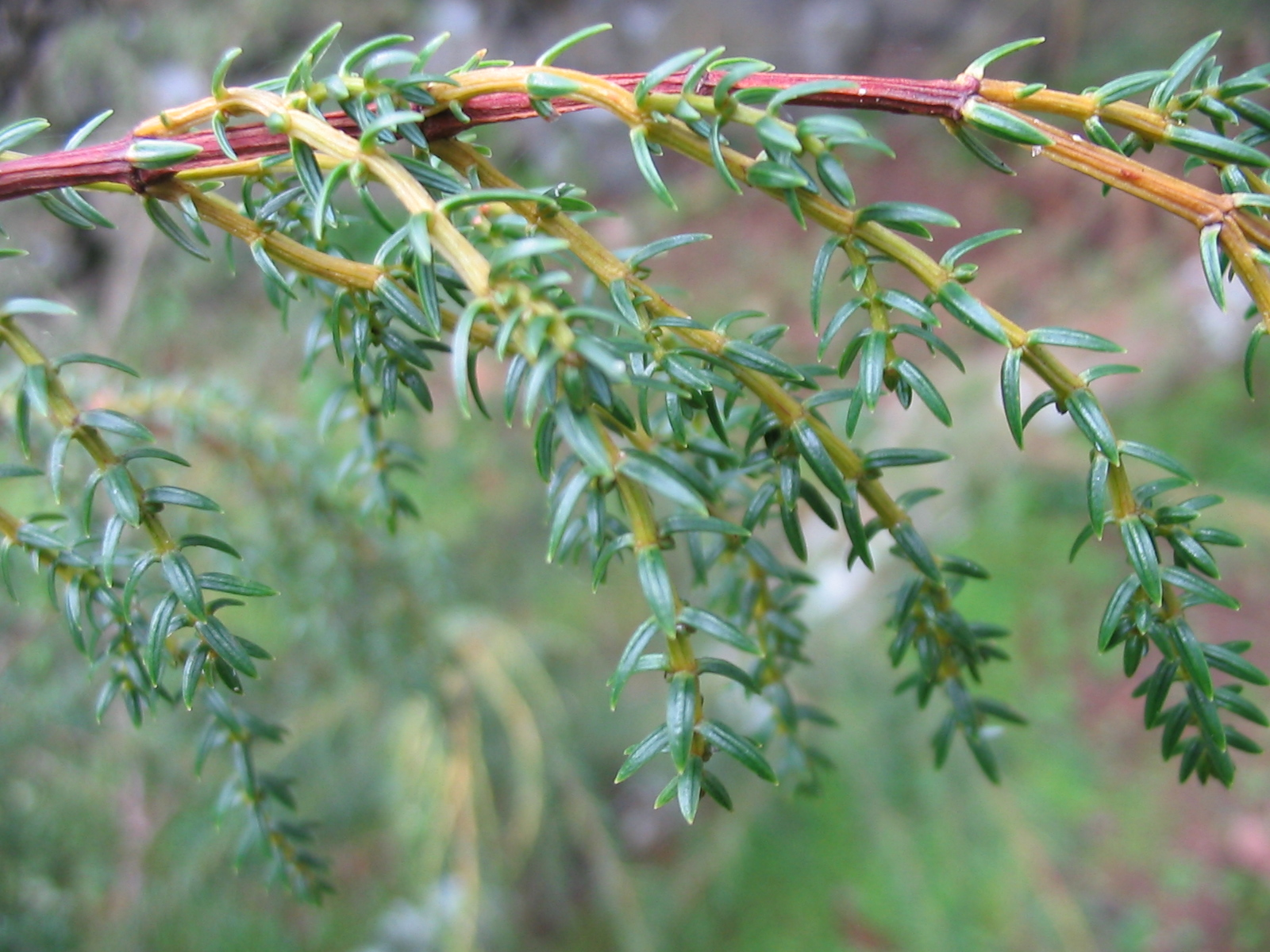
Blätter des Kurzblättrigen Wacholder

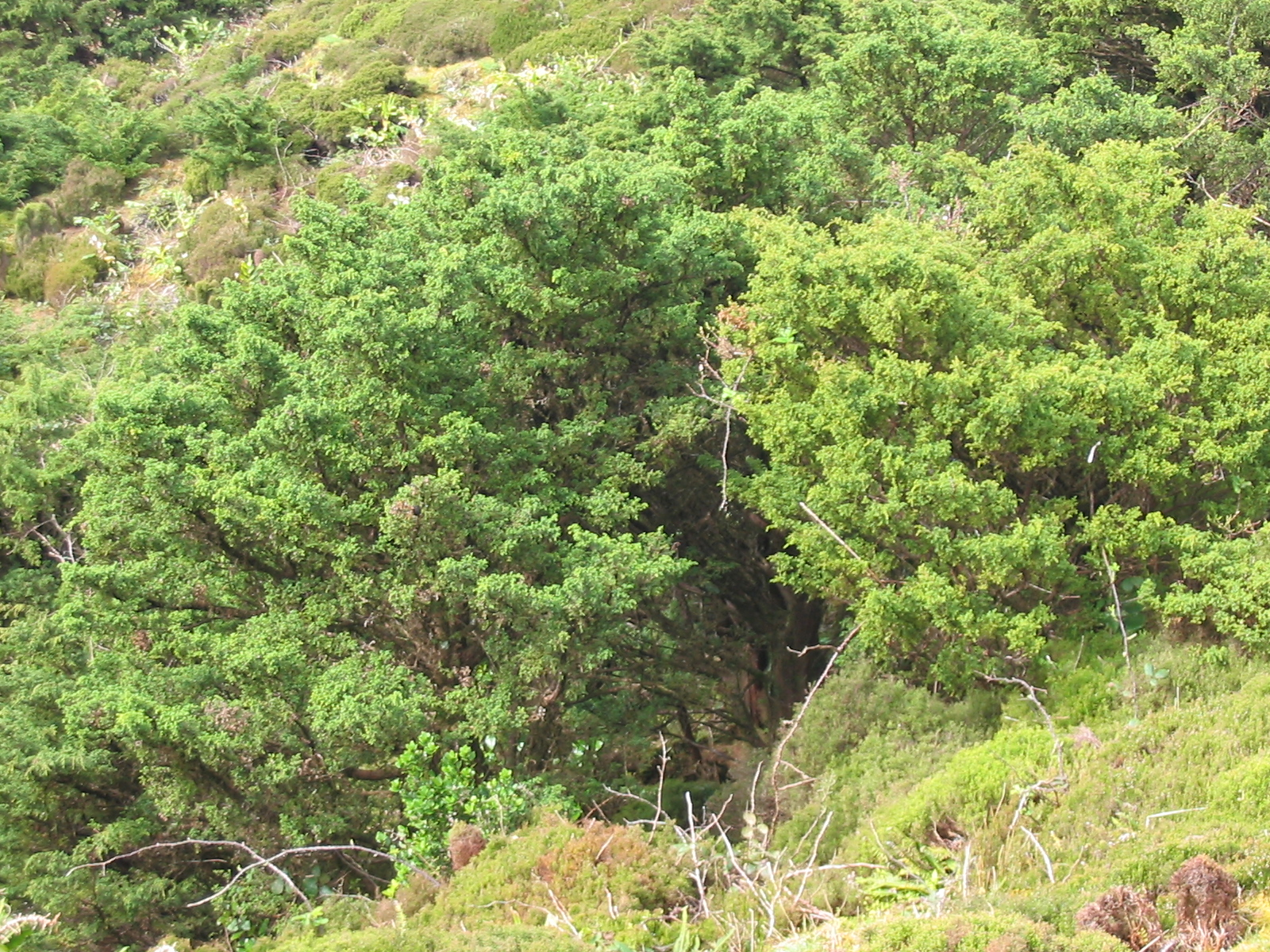
Bestand des Kurzblättrigen Wacholders

Der Kurzblättrige Wacholder wächst als immergrüner, aufrechter Strauch oder als kleiner Baum mit einer breiten pyramidenförmigen Krone. Die braun-violette Borke des Stammes löst sich in Streifen ab. Die Äste stehen aufrecht. Die gedrängt zu dritt in Wirteln stehenden nadelförmigen Blätter messen 3 bis 10 × 1 bis 2 Millimeter, sind stark gekrümmt und tragen auf der adaxialen Blattoberseite zwei breite, weiße, mit Stomata ausgestattete Bänder.

### Generative Merkmale
Der Kurzblättrige Wacholder ist zweihäusig getrenntgeschlechtig (diözisch). Alle Zapfen sind achselständig angelegt. Die männlichen Zapfen stehen einzeln. Die fast kugelförmigen, 7 bis 9 Millimeter großen Samenzapfen reifen im zweiten Jahr. Die vor der Reife grün-bereiften und im reifen Zustand dunkel kupferbraunen Samenzapfen enthalten je drei freiliegende Samen.

## Vorkommen
Der Kurzblättrige Wacholder ist auf den Azoren endemisch und besiedelt die Inseln Santa Maria, São Miguel, Terceira, São Jorge, Pico, Faial, Corvo und Flores. Er wächst auf feuchten Gesteinen vulkanischen Ursprungs auf Berghängen in Höhenlagen von 250 bis 1500 Meter.

## Systematik und Forschungsgeschichte
Juniperus brevifolia wurde 1844 von Moritz August Seubert in der Flora Azorica, Band 26 als Varietät und jetziges Basionym Juniperus oxycedrus var. brevifolia Seub. erstbeschrieben. Franz Antoine gibt ihr 1857 in Die Cupressineen-Gattungen: Arceuthos, Juniperus u. Sabina, Band 16, Tafel 20 bis 22 den Rang einer Art Juniperus brevifolia (Seub.) Antoine . Die Trennung von Juniperus oxycedrus wird durch Vergleich der Blattölzusammensetzungen, durch DNA-Sequenzierungen und RAPD-Untersuchungen gestützt. Ebenfalls DNA-Sequenzierungen weisen die portugiesische Art Juniperus navicularis als verwandte Art aus. Daher wird vermutet, dass Juniperus navicularis und Juniperus brevifolia gemeinsamen Vorfahren entstammen und diese durch Samenverbreitung mit Hilfe von Vögeln auf die Azoren kamen. Die andauernde Isolation führte durch nachfolgende Differenzierung zur Artenbildung des Kurzblättrigen Wacholders.
Juniperus brevifolia wird innerhalb der Gattung Juniperus in der Sektion oder auch Untergattung Juniperus geführt. Für Juniperus brevifolia wird neben dem Basionym Juniperus oxycedrus var. brevifolia Seub. als weiteres Synonym Juniperus rufescens Link var. brevifolia (Seub.) Endl. genannt.
Man kann zwei Unterarten und eine Varietät unterscheiden:
- Juniperus brevifolia subsp. brevifolia: Sie kommt auf den Azoren vor.[2]
- Juniperus brevifolia subsp. maritima R.B.Elias & E.Días: Sie kommt in Portugal vor.[2]
- Juniperus brevifolia var. montana R.B.Elias & E.Días: Sie kommt in Portugal vor.[2]

## Gefährdung und Schutzmaßnahmen
Der Kurzblättrige Wacholder ist zwar auf den Azoren häufig, wird aber auf Grund seines geringen und fragmentierten Verbreitungsgebietes sowie der Konkurrenzsituation mit eingebürgerten Pflanzen als gefährdet beurteilt. Dementsprechend führt ihn die Weltnaturschutzunion IUCN in der Roten Liste gefährdeter Arten als „VUlnerable“, also gefährdet.
Der Kurzblättrige Wacholder wurde auf europäischer Ebene mit der Berner Konvention, Appendix I des Europarats als streng geschützte Wildpflanze ausgewiesen. Weiters werden für ihn mit der Fauna-Flora-Habitat-Richtlinie Nr. 92/43/EWG in der aktualisierten Fassung vom 1. Januar 2007, Anhang 1 der Europäischen Union Schutzgebietausweisungen für seinen Lebensraumtyp Endemische Wälder mit Juniperus spp. in prioritär zu behandelnder Weise gefordert.